# 魏森 (乌尔施泰特-基希哈瑟尔)
魏森（德語：Weißen，德語發音：[ˈvaɪ̯sn̩] ⓘ）是德国图林根州萨尔费尔德-鲁多尔施塔特县乌尔施泰特-基希哈瑟尔的一个城区。魏森原为独立市镇，1994年，魏森并入乌尔施泰特。2002年，乌尔施泰特与邻近的10个市镇合并为市镇乌尔施泰特-基希哈瑟尔。